# Hôtel de ville de Thonon-les-Bains
L'hôtel de ville de Thonon-les-Bains est un hôtel de ville situé à Thonon-les-Bains, en France.

## Localisation
L'hôtel de ville est situé dans le département français de la Haute-Savoie, sur la commune de Thonon-les-Bains.

## Historique
L'édifice est inscrit au titre des monuments historiques en 1972.